# ستيفن بيرنبوم (كاتب)
ستيفن بيرنبوم (بالإنجليزية: Stephen Birnbaum)‏ هو كاتب أمريكي، ولد في 1937، وتوفي في 20 ديسمبر 1991 في نيويورك في الولايات المتحدة بسبب ابيضاض الدم.